# انتخابات الرئاسة الغامبية 2001
انتخابات الرئاسة الغامبية 2001 هي الانتخابات الرئاسية التي جرت في 2001، في غامبيا، فاز بالانتخابات يحيى جامع.